# Eating Out: All You Can Eat
Eating Out: All You Can Eat  (tên tiếng Việt: Ăn ngoài: Ăn thả ga) là một bộ phim hài tình dục Mỹ năm 2009 của đạo diễn Glenn Gaylord. Đây là phần thứ ba trong loạt phim Eating Out. Nhân vật trở lại duy nhất từ hai bộ phim đầu tiên là Tiffani (Rebekah Kochan), trong khi Mink Stole từ bỏ vai diễn dì Helen từ bộ phim thứ hai.

## Nội dung
Sau đám tang của Marc và Kyle (những người đã quan hệ bằng miệng trong xe cho đến khi xe buýt lưu diễn của Céline Dion tông trúng xe của họ khi đang đi ngược chiều), mẹ của Kyle là Helen (Mink Stole) đón người cháu trai đáng yêu của mình, Casey (Daniel Skelton), về chăm sóc. Bà đưa số điện thoại của Casey cho Tiffani von der Sloot (Rebekah Kochan) – người bạn nổi tiếng "ăn chơi" của Kyle, hiện đang thuê Casey làm việc tại tiệm Nail Me của cô.
Để Casey có thể tình nguyện cho một sự kiện sắp tới, họ cùng đến trung tâm LGBT địa phương. Tại đây, Casey tình cờ gặp Zack (Chris Salvatore), một khách quen vô cùng quyến rũ. Ngay lập tức, Tiffani và Casey lập một hồ sơ hẹn hò trực tuyến giả mạo, sử dụng ảnh của Ryan – bạn trai cũ của Tiffani. Kế hoạch ban đầu khá suôn sẻ cho đến khi Ryan thật (Michael E.R. Walker) bất ngờ xuất hiện.
Ryan giả vờ là người đồng tính để chọc tức Tiffani, vì vậy anh ta đồng ý hẹn hò với Zack, nhưng sau đó lại bỏ ngang. Zack tìm đến Casey để nói chuyện, nhưng lại phát hiện ra cả Casey và Ryan đều đã lừa dối mình. Nhận thấy Casey và Zack có tình cảm với nhau, cả Ryan và Tiffani đều muốn giúp họ hóa giải hiểu lầm. Họ cố tình nhốt hai người vào một căn phòng để cả hai có thể nói chuyện riêng. Tuy nhiên, vấn đề vẫn chưa được giải quyết. Cuối cùng, Ryan, dù là người dị tính, quyết định cởi đồ và tham gia một buổi "ba người" để giúp Casey và Zack đến với nhau.
Chỉ thông qua những bước đi khéo léo, lời khuyên từ dì Helen và cố vấn Harry, cùng một cuộc "trốn thoát tình dục" táo bạo, Casey mới có thể tìm ra cách giải quyết mọi chuyện và thậm chí là tìm thấy tình yêu mà anh đang tìm kiếm.

## Diễn viên
- Rebekah Kochan vai Tiffani von der Sloot
- Daniel Skelton vai Casey
- Chris Salvatore vai Zack
- Michael E.R. Walker vai Ryan
- Mink Stole vai Aunt Helen
- Leslie Jordan vai Harry
- John Stallings vai Lionel
- Julia Cho vai Tandy
- Sumalee Montano vai Pam
- Christina Balmores vai Candy
- Tabitha Taylor vai Tabitha
- Maximiliano Torandell vai Ernesto

## Tiếp nhận
Eating Out: All You Can Eat hiện đang giữ tỷ lệ 17% 'Rotten' trên Rotten Tomatoes, làm cho nó được đánh giá cao thứ hai Eating Out phim trên trang web. bộ phim đầu tiên giữ 16% và thứ hai giữ 44%.
Neil Genzlinger đã viết trong Thời báo New York rằng "Các cảnh tình dục (trong đó không có nhiều) không gợi cảm, và sự hài hước không gây cười."